# Resolutie 1811 Veiligheidsraad Verenigde Naties
Resolutie 1811 van de Veiligheidsraad van de Verenigde Naties werd op 29 april 2008 unaniem door de VN-Veiligheidsraad aangenomen. De resolutie verlengde de waarnemingsgroep die schendingen van het
wapenembargo tegen Somalië onderzocht met een half jaar.

## Achtergrond
In 1960 werden de voormalige kolonies Brits Somaliland en Italiaans Somaliland onafhankelijk en samengevoegd tot Somalië. In 1969 greep het leger de macht en werd Somalië een socialistisch-islamitisch land. In de jaren 1980 leidde het verzet tegen het totalitair geworden regime tot een burgeroorlog en in 1991 viel het centrale regime. Vanaf dan beheersten verschillende groeperingen elke een deel van het land en enkele delen scheurden zich ook af van Somalië. In 2006 werd het grootste deel van Somalië veroverd door de Unie van Islamitische Rechtbanken. Op het einde van dat jaar werden zij echter door troepen uit buurland Ethiopië verjaagd. In 2008 werd piraterij voor de kust een groot probleem.

## Inhoud

### Waarnemingen
De Veiligheidsraad veroordeelde de wapen- en munitiestroom die in tegenstelling met het wapenembargo tegen Somalië dat land aandeed en er de vrede en stabiliteit bedreigde. Het toezicht op het embargo moest verscherpt worden.

### Handelingen
Het mandaat van de waarnemingsgroep die schendingen van het wapenembargo tegen Somalië onderzocht werd opnieuw met 6 maanden verlengd. Deze groep werd gevraagd aanbevelingen te doen om het embargo nog te versterken.

## Verwante resoluties
- Resolutie 1772 Veiligheidsraad Verenigde Naties (2007)
- Resolutie 1801 Veiligheidsraad Verenigde Naties
- Resolutie 1814 Veiligheidsraad Verenigde Naties
- Resolutie 1816 Veiligheidsraad Verenigde Naties

Lijst ·  1795 ·  1796 ·  1797 ·  1798 ·  1799 ·  1800 ·  1801 ·  1802 ·  1803 ·  1804 ·  1805 ·  1806 ·  1807 ·  1808 ·  1809 ·  1810 ·  1811 ·  1812 ·  1813 ·  1814 ·  1815 ·  1816 ·  1817 ·  1818 ·  1819 ·  1820 ·  1821 ·  1822 ·  1823 ·  1824 ·  1825 ·  1826 ·  1827 ·  1828 ·  1829 ·  1830 ·  1831 ·  1832 ·  1833 ·  1834 ·  1835 ·  1836 ·  1837 ·  1838 ·  1839 ·  1840 ·  1841 ·  1842 ·  1843 ·  1844 ·  1845 ·  1846 ·  1847 ·  1848 ·  1849 ·  1850 ·  1851 ·  1852 ·  1853 ·  1854 ·  1855 ·  1856 ·  1857 ·  1858 ·  1859